# Pac-Man (serie animata)
Pac-Man, conosciuto in Italia anche semplicemente come Pac man, è una serie televisiva a cartoni animati statunitense prodotta dalla Hanna-Barbera, trasmessa negli Stati Uniti tra il 1982 e il 1983 e basata sul noto videogioco dall'omonimo nome. Si tratta del primo cartone basato su un videogioco, nonché della prima serie animata televisiva parzialmente animata e colorata con sistemi digitali anziché su rodovetri.
In Italia la serie è stata trasmessa dal 2 al 23 gennaio 1986 su Raiuno.

## Trama
La serie segue le avventure del personaggio del titolo, Pac-Man, sua moglie Pepper Pac-Man, il loro bambino Pac-Baby, il loro cane Chomp-Chomp e il loro gatto Sour Puss. La famiglia vive a Pac-Land, un luogo in cui la geografia e l'architettura sembrano ruotare principalmente attorno a forme sferiche . La maggior parte degli episodi della serie è incentrata sulla battaglia in corso tra la famiglia di Pac-Man e i loro unici nemici conosciuti, i Ghost Monsters: Blinky, Inky, Pinky, Clyde e Sue. I cinque fantasmi sono al servizio di Mezmaron, la cui unica missione è localizzare e controllare la fonte di "Pillole energetiche", che servono come cibo principale e fonte di energia per la città, ed è anche il deus ex machina praticamente in ogni episodio. La seconda (e ultima) stagione introduce successivamente il cugino adolescente di Super-Pac e Pac-Man, PJ.

## Trasmissione
La prima stagione della serie fu trasmessa negli Stati Uniti nel contenitore The Pac-Man/Little Rascals/Richie Rich Show, in onda nella stagione 1982-83 sul network ABC: ogni puntata del contenitore conteneva due segmenti da 11 minuti di Pac-Man, intervallati da un breve sketch intitolato "Pac-Mania". La seconda stagione fu invece proposta nella stagione 1983-84 sulla medesima emittente nel contenitore The Pac-Man/Rubik, the Amazing Cube Hour, sempre con due segmenti per ogni puntata.
I segmenti della prima stagione "Pac-Pacula" e "La notte delle streghe" furono anche utilizzati come speciale televisivo, dal titolo Pac-Man Halloween Special, trasmesso per la prima volta sempre dalla ABC il 30 ottobre 1982. Poco dopo, il 16 dicembre 1982, la ABC propose un nuovo speciale televisivo, stavolta composto da materiale originale: Christmas Comes to Pac-Land.

### In Italia
In Italia la serie fu proposta da Raiuno: il 30 dicembre 1985 andò in onda lo speciale televisivo natalizio, con il titolo "Natale a Pac-Land", a cui seguì dal 2 al 23 gennaio 1986 l'intera prima serie.

### Prima stagione
| n° | Titolo originale                 | Titolo italiano                 | Prima TV USA      | Prima TV Italia |
| -- | -------------------------------- | ------------------------------- | ----------------- | --------------- |
| 1  | Presidential Pac-Nappers         | Il rapimento del presidente     | 25 settembre 1982 | 2 gennaio 1986  |
| 2  | Picnic in Pacland                | Picnic a Pac-Land               | 25 settembre 1982 | 2 gennaio 1986  |
| 3  | The Great Pac-Quake              | Il grande terremoto             | 2 ottobre 1982    | 3 gennaio 1986  |
| 4  | Hocus-Pocus Pac-Man              | Pac-Man giocoliere              | 2 ottobre 1982    | 3 gennaio 1986  |
| 5  | Southpaw Packy                   | Packy lanciatore                | 9 ottobre 1982    | 7 gennaio 1986  |
| 6  | Pac-Baby Panic                   | La paura di Pac-Baby            | 9 ottobre 1982    | 7 gennaio 1986  |
| 7  | Pacula                           | Pac-Pacula                      | 16 ottobre 1982   | 8 gennaio 1986  |
| 8  | Trick or Chomp                   | La notte delle streghe          | 16 ottobre 1982   | 8 gennaio 1986  |
| 9  | Super Ghosts                     | Super spettri                   | 23 ottobre 1982   | 9 gennaio 1986  |
| 10 | The Pac-Man in the Moon          | Il Pac-uomo sulla luna          | 23 ottobre 1982   | 9 gennaio 1986  |
| 11 | Journey to the Center of Pacland | Una gita al centro di Pac Land  | 30 ottobre 1982   | 10 gennaio 1986 |
| 12 | Invasion of the Pac-Pups         | L'invasione dei Pac-cuccioli    | 30 ottobre 1982   | 10 gennaio 1986 |
| 13 | Sir Chomp-A-Lot                  | Sir Mangillotto                 | 6 novembre 1982   | 14 gennaio 1986 |
| 14 | The Day the Forest Disappeared   | Un posto nuovo per la foresta   | 6 novembre 1982   | 14 gennaio 1986 |
| 15 | Neander-Pac-Man                  | Il Pac-uomo delle caverne       | 13 novembre 1982  | 15 gennaio 1986 |
| 16 | Backpackin' Packy                | Packy al campeggio              | 13 novembre 1982  | 15 gennaio 1986 |
| 17 | The Abominable Pac-Man           | L'abominevole Pac-Man           | 20 novembre 1982  | 16 gennaio 1986 |
| 18 | The Bionic Pac-Woman             | La Pac-donna bionica            | 20 novembre 1982  | 16 gennaio 1986 |
| 19 | Chomp-Out at the O.K. Corral     | Sfida nella città degli spettri | 27 novembre 1982  | 17 gennaio 1986 |
| 20 | Once Upon a Chomp                | C'era una volta un mangione     | 27 novembre 1982  | 17 gennaio 1986 |
| 21 | The Pac-Love-Boat                | Il Pac-battello                 | 4 dicembre 1982   | 21 gennaio 1986 |
| 22 | The Great Power-Pellet Robbery   | La grande rapina                | 4 dicembre 1982   | 21 gennaio 1986 |
| 23 | A Bad Case of the Chomps         | Un brutto caso                  | 11 dicembre 1982  | 22 gennaio 1986 |
| 24 | Goo-Goo at the Zoo               | Goo Goo allo zoo                | 11 dicembre 1982  | 22 gennaio 1986 |
| 25 | Nighty Nightmares                | Incubi notturni                 | 18 dicembre 1982  | 23 gennaio 1986 |
| 26 | The Pac-Mummy                    | L'attacco della Pac-mummia      | 18 dicembre 1982  | 23 gennaio 1986 |

### Speciali
| n° | Titolo originale            | Titolo italiano   | Prima TV USA     | Prima TV Italia  |
| -- | --------------------------- | ----------------- | ---------------- | ---------------- |
| 1  | Pac-Man Halloween Special   | -                 | 30 ottobre 1982  | -                |
| 2  | Christmas Comes to Pac-Land | Natale a Pac Land | 16 dicembre 1982 | 30 dicembre 1985 |

### Seconda stagione
| n° | Titolo originale              | Titolo italiano | Prima TV USA      | Prima TV Italia |
| -- | ----------------------------- | --------------- | ----------------- | --------------- |
| 1  | Here's Super-Pac!             |                 | 17 settembre 1983 |                 |
| 2  | Hey, Hey, Hey...It's P.J.     |                 | 17 settembre 1983 |                 |
| 3  | The Super-Pac Bowl            |                 | 24 settembre 1983 |                 |
| 4  | Journey into the Pac-Past     |                 | 24 settembre 1983 |                 |
| 5  | The Old Pac-Man and the Sea   |                 | 1º ottobre 1983   |                 |
| 6  | Public Pac-Enemy No. 1        |                 | 1º ottobre 1983   |                 |
| 7  | The Genie of Pacdad           |                 | 8 ottobre 1983    |                 |
| 8  | Computer Packy                |                 | 8 ottobre 1983    |                 |
| 9  | The Greatest Show in Pac-Land |                 | 15 ottobre 1983   |                 |
| 10 | Pac-A-Lympics                 |                 | 15 ottobre 1983   |                 |
| 11 | Dr. Jekyll & Mr. Pac-Man      |                 | 22 ottobre 1983   |                 |
| 12 | Around the World in 80 Chomps |                 | 22 ottobre 1983   |                 |
| 13 | Super-Pac vs. Pac-Ape         |                 | 29 ottobre 1983   |                 |
| 14 | P.J. Goes Pac-Hollywood       |                 | 29 ottobre 1983   |                 |
| 15 | Pac-Van-Winkle                |                 | 5 novembre 1983   |                 |
| 16 | Happy Pacs-Giving             |                 | 5 novembre 1983   |                 |

## Differenze con il videogioco
- Pac-Man e gli altri personaggi hanno uno stile completamente differente dal loro stile originale.
- Pac jr non è il figlio di Pac-Man ma il nipote.
- I fantasmini sono cinque anziché quattro.
- Pinky è maschio invece che femmina.
- Blinky ha la personalità di Clyde e viceversa ed è diventato il capo del gruppo quando nei videogiochi è Blinky.
- Inky è il fantasma più pazzoide, mentre nei videogiochi è intelligente e un po' fifone.
- Il quinto fantasmino è femmina, Sue, ed è di colore viola.

## Sigla italiana
La sigla italiana, dal titolo Pac-Man, è stata incisa da Packi. Esistono due incisioni della sigla: nella prima il nome del protagonista veniva pronunciato "Pèc-Mèn", e lo stesso errore si riscontrava per Ms. Pac, Pac Land e Baby Pac; nella seconda, mixata in maniera leggermente diversa, i nomi sono pronunciati correttamente (ma la pronuncia erronea rimane nei cori). La prima versione fu pubblicata in anteprima nel 1984 nell'LP W la TV, mentre la versione corretta compare nel 45 giri edito in contemporanea alla prima TV: entrambi i dischi furono pubblicati dalla Polydor.

## Doppiaggio
| Personaggio | Doppiatore Originale | Doppiatore Italiano |
| ----------- | -------------------- | ------------------- |
| Pac-Man     | Marty Ingels         | Mico Cundari        |
| Ms. Pac     | Janet Waldo          | Liliana Jovino      |
| Baby Pac    | Russi Taylor         | ?                   |
| Mezmaron    | Allan Lurie          | Riccardo Garrone    |
| Pinky       | Chuck McCann         | Riccardo Garrone    |
| Blinky      | Chuck McCann         | Willy Moser         |
| Inky        | Barry Gordon         | Franco Latini       |
| Clyde       | Neil Ross            | Gastone Pescucci    |
| Sue         | Susan Silo           | Rosalinda Galli     |
| Pepper      | Barbara Minkus       | Liliana Jovino      |